# Ceretophyes
Ceretophyes é um género de besouro pertencente à família Leiodidae.
As espécies deste género podem ser encontradas na Península Ibérica.
Espécies:
- Ceretophyes cenarroi (Español, 1955)
- Ceretophyes riberai (Español, 1967)